# Alexander Steen
Alexander Lennart Steen (Winnipeg, 1º marzo 1984) è un hockeista su ghiaccio canadese naturalizzato svedese.

## Biografia
Il padre Thomas Steen è stato un hockeista su ghiaccio svedese che giocava in Canada quando è nato Alexander; per questo il figlio ha sia la cittadinanza svedese che quella canadese. Nelle competizioni internazionali ha scelto di rappresentare la Svezia.
Nel corso della sua carriera ha giocato con Frölunda HC (2000-2004), Modo Hockey (2004/05, 2012/13), Toronto Maple Leafs (2005-2009) e St. Louis Blues (2008-2012, dal 2013).
Con la rappresentativa nazionale svedese ha conquistato un medaglia d'argento ai Giochi olimpici invernali 2014 svoltisi a Soči, in Russia. Ha anche preso parte ai mondiali 2007.